# Festival Internacional de Cinema do Cairo
O Festival Internacional de Cinema do Cairo (em árabe: مهرجان القاهرة السينمائي الدولي) é um festival anual de cinema com reconhecimento internacional realizado na Ópera do Cairo. O festival teve ediçoes todos os anos desde de sua fundação, em 1976, exeto em 2011, 2013 e 2023, quando foi cancelado por causa de limitações orçamentárias e instabilidade política, o ultimo cancelamento ocorreu devido a Guerra na Faixa de Gaza. O festival é unico festival do Mundo árabe e da África reconhecido pela FIAPF (Federação Internacional de Associações de Produtores de Cinema).
O Festival  Internacional de Cinema do Caíro (CIFF, sigla em inglês) é um dos 15 festivais classificados como categoria "A" pela FIAPF. Ele é o mais antigo festival de cinema cultural com reconhecimento internacional no Mundo Árabe, África e Oriente Médio.
A história do Festival começa em 1975. Após uma visita ao Festival Internacional de Cinema de Berlim, o falecido escritor e crítico Kamal El Mallakh e um grupo de críticos de cinema com pensamentos semelhantes perguntaram-se o motivo de  um festival de nível internacional não acontecer no Egito. O país ainda estava na chamada  "Era de Ouro" do cinema egípcio e tinha uma indústria cinematográfica formidável, na época a maior do mundo árabe. O Festival Internacional de Cinema do Cairo foi fundado em 1976. Na primeira edição, o festival apresentou cerca de 100 filmes de 33 países, com 14 filmes de 14 países diferentes em competição.
A Associação Egípcia de Roteiristas e Críticos de Cinema liderou o festival durante os primeiros sete anos, de 1976 a 1983. No ano seguinte, em 1984, a União dos Sindicatos de Artistas supervisionou o festival e, a partir daí, diversas associações mobilizaram recursos para administrá-lo. A Associação Egípcia de Roteiristas e Críticos de Cinema uniu-se ao Ministério da Cultura e à União dos Sindicatos de Artistas para formar um comitê conjunto em 1985, com o objetivo de aprimorar a qualidade e a situação financeira do festival.
No ano de 2023, a 45° edição do festival foi adiada para 2024, em razão da Guerra entre Israel e o Hamas, na Faixa de Gaza.

## Prêmios
- O maior prêmio concedido no CIFF é o Prêmio Pirâmide de Ouro, concedido ao Melhor Filme.[8]

- Os prêmios Pirâmide de Prata e Pirâmide de Bronze vão para Melhor Diretor e Melhor Diretor Revelação, respectivamente.

- O prêmio de Melhor Roteiro recebeu esse nome em homenagem ao ganhador do Prêmio Nobel Naguib Mahfouz .

- O festival também oferece prêmios por conquistas profissionais em homenagem à atriz egípcia Faten Hamama .

- Os prêmios da Federação Internacional de Críticos de Cinema (FIPRESCI) são anunciados na cerimônia de encerramento do festival.

O festival também oferece prêmios em categorias especializadas:
- A Competição Horizontes do Cinema Árabe, apresentada pelo Sindicato dos Cineastas Egípcios (EFMS), oferece o Prêmio Saad Eldin Wahba de Melhor Filme Árabe e o Prêmio Salah Abu Seif de Melhor Contribuição Artística Árabe.
- O Concurso da Semana Internacional da Crítica para Longas e Documentários, apresentado pela Associação Egípcia de Críticos de Cinema (EFCA), oferece o Prêmio Shadi Abdel Salam de Melhor Filme, concedido ao Diretor, e o Prêmio Fathy Farag de Melhor Contribuição Artística, ambos prêmios.
- O Cinema do Amanhã, Competição Internacional de Curtas-Metragens (CTIC) oferece o Prêmio Youssef Chahine de Melhor Curta-Metragem e o Prêmio Especial do Júri.
- Prêmio Especial do Júri.

- Festival dos Festivais – Exibição dos mais importantes, criticados e premiados longas e documentários que participaram de outros renomados festivais internacionais de cinema como o Festival de Cannes, o Festival de Berlim, o Festival de Veneza e outros.
- Panorama Internacional – Exibição de diferentes tipos de filmes internacionais do mundo todo.
- Novo Cinema Egípcio – Exibição de novos filmes egípcios.
- Clássicos do Cinema – Exibição de dezenas de clássicos do cinema internacional.
- Homenagens cinematográficas – Prestando homenagem e homenageando ícones do cinema local e internacional.
- Masterclass – convidados muito aclimatados apresentam uma masterclass cinematográfica, como Gasper Noe em 2024,[9] Bela Tarr em 2022,[10] Terry Gillam em 2019 [11] e outros.
- Semana do Cinema Convidado de Honra, do Cinema Mundial – Exibição de filmes de um país convidado, escolhido anualmente em homenagem ao Cinema Mundial.[12]